# 塔特林塔
塔特林塔（俄语：Башня Татлина），又称第三國際紀念碑（Памятник III Коммунистического интернационала）或第三國際紀念塔，是蘇聯建築師弗拉基米爾·塔特林所設計的建築，不曾建造完工。塔特林塔計劃在1917年布爾什維克革命後建造在聖彼得堡，作為共產國際（第三國際）的總部及紀念碑。

## 設計

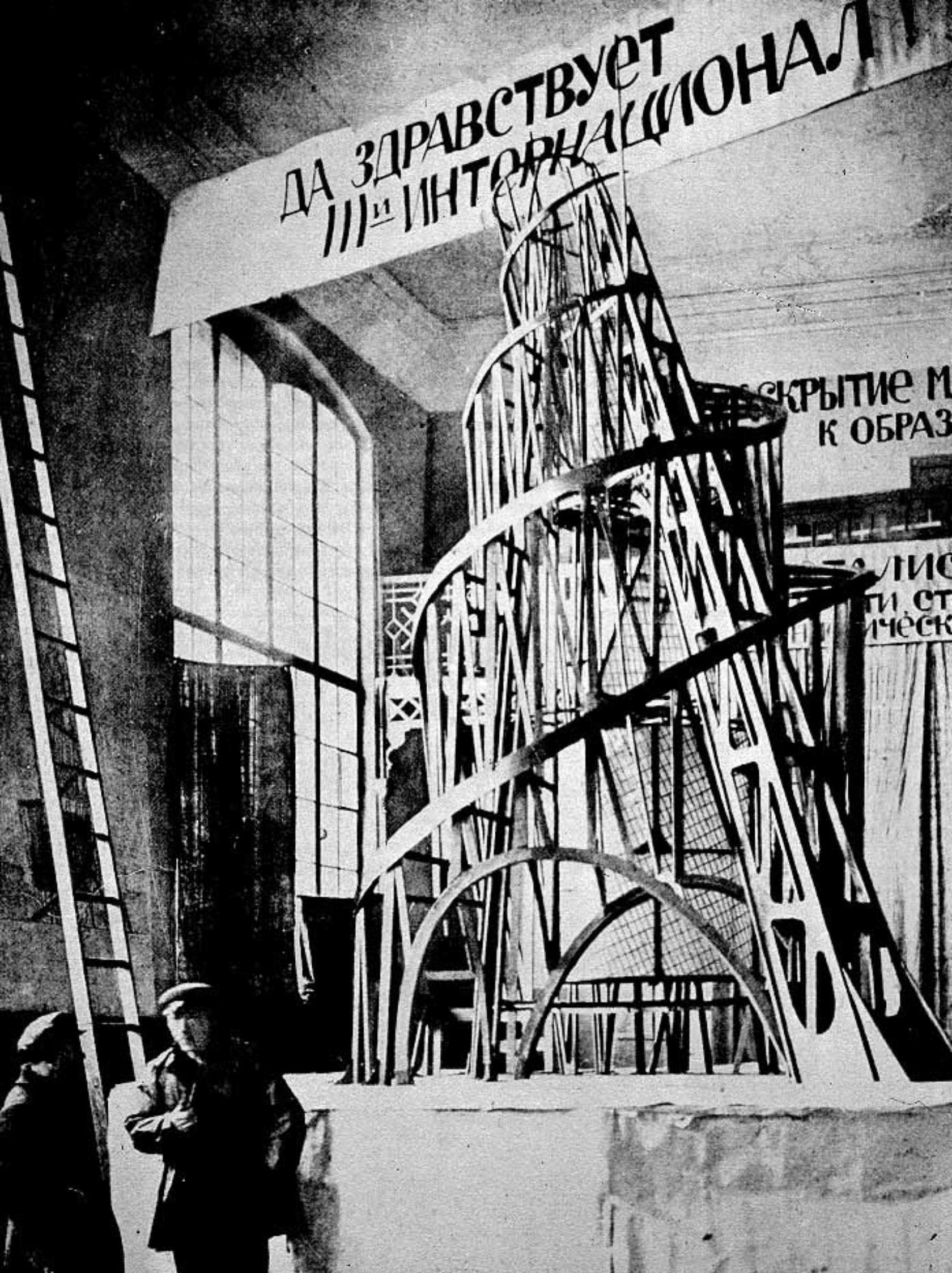
塔特林塔設計模型，攝於1919年

塔特林塔將由工業材料製成：鐵、玻璃和鋼鐵。在材料，形狀和功能上，塔特林塔被當成是現代性的高聳標誌，將與巴黎艾菲爾鐵塔相媲美。塔特林塔主要形式是一個雙螺旋，高達400米。主要框架將包含四個巨大的懸掛幾何結構，並將以不同的速率旋轉。塔特林塔的底座是一個立方體，作為講座，會議和立法會議的場所。立方體上方是一個較小的金字塔。更上方是一個圓柱體，將作為資訊中心，藉由電報、收音機和揚聲器發布新聞、公告及宣言。塔特林塔頂部將有一個半球狀的無線電設備。塔特林塔也計劃在圓柱體上安裝巨大的露天屏幕，甚至是投影機，可以在陰天傳遞信號。

## 評估
1917年布爾什維克革命後，俄羅斯政体更迭。因塔特林塔所需鋼材的數量龐大，在鋼材短缺及政治動蕩下，社會對塔特林塔結構實用性也存在嚴重懷疑。
塔特林塔被認為是代表俄羅斯社會挑戰現代性建築象徵埃菲爾鐵塔的地位。蘇聯評論家維克托·謝克洛夫斯基（Viktor Shklovsky）稱之為「由鋼鐵、玻璃和革命構成的紀念碑」。

## 模型

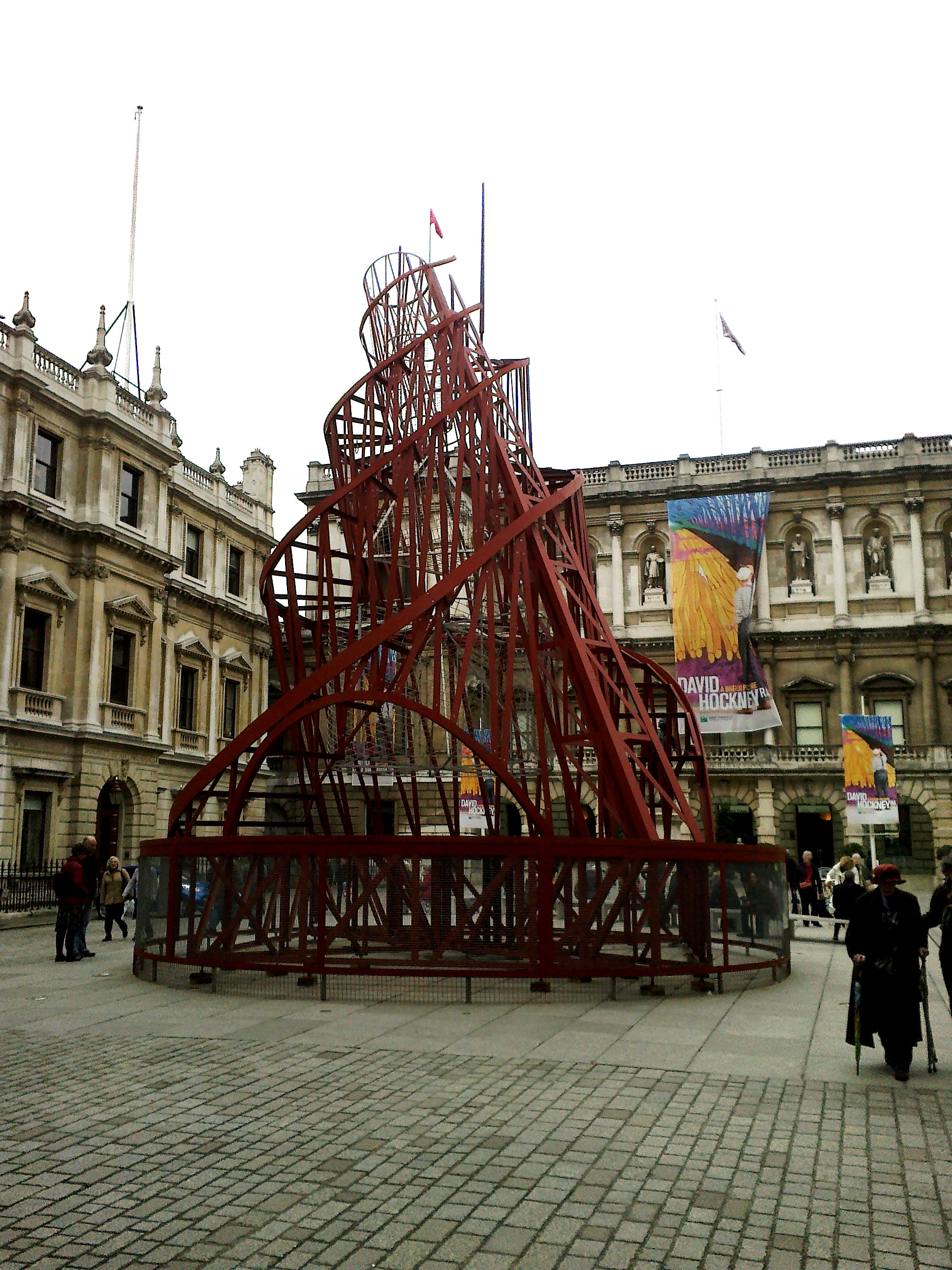
倫敦皇家艺术研究院建造的塔特林塔模型

許多地方都有塔特林塔的模型，包含瑞典斯德哥爾摩當代美術館，莫斯科特列季亚科夫画廊和巴黎蓬皮杜藝術中心現代藝術博物館。2011年11月，倫敦皇家艺术研究院建造一個四十二分之一的塔特林塔模型。1989年，埃德拉公司生產一組名叫“塔特林”的沙發，靈感來自塔特林塔。

## 外部連接
- Tatlin's Tower and the World — 有關建設塔特林塔的藝術家組織網站
- Tatlin's Tower – The Monument to the Third International Moscow Location （页面存档备份，存于） –塔特林塔的3D模型
- YouTube上的Architecture and the Russian Avant-garde (Pt 2 Tatlins Tower) – 這部由邁克爾·克雷格製作的影片使用電腦圖形，莫斯科檔案片段，說明塔特林塔對世界建築的貢獻以及塔特林塔在俄羅斯革命後如何建造？
- YouTube上的Tatlin's Tower Short Film – 由盧茨·貝克爾製作的默片
- Tatlin Tower Hometree in Parliament Square – 建造在英國倫敦的塔特林塔建築3D視頻動畫